# 納塔利夫卡 (扎波羅熱區)
47°50′16″N 35°20′36″E / 47.83778°N 35.34333°E
納塔利夫卡（烏克蘭語：Наталівка）是位於烏克蘭東南部的村莊，由扎波羅熱州扎波羅熱区的斯泰普內市鎮負責管轄。該村處於莫克拉莫斯科夫卡河畔，始建於1807年，面積19.32平方公里，海拔高度60米，2001年人口1,041。